# Альббрук
Альббрук (нім. Albbruck) — громада в Німеччині, знаходиться в землі Баден-Вюртемберг. Підпорядковується адміністративному округу Фрайбург. Входить до складу району Вальдсгут.
Площа — 39,69 км2. Населення становить 7401 ос. (станом на 31 грудня 2020).